# Закшево-Копійкі
Закшево-Копійкі (пол. Zakrzewo-Kopijki) — село в Польщі, у гміні Заремби-Косьцельні Островського повіту Мазовецького воєводства.
Населення — 134 особи (2011).
У 1975-1998 роках село належало до Ломжинського воєводства.

## Демографія
Демографічна структура станом на 31 березня 2011 року:
|          | Загалом | Допрацездатний вік | Працездатний вік | Постпрацездатний вік |
| -------- | ------- | ------------------ | ---------------- | -------------------- |
| Чоловіки | 78      | 20                 | 51               | 7                    |
| Жінки    | 56      | 9                  | 30               | 17                   |
| Разом    | 134     | 29                 | 81               | 24                   |